# Andrej Činčala
Andrej Činčala (7. října 1876 Kysucké Nové Mesto – 15. května 1941, Žilina) byl slovenský a československý politik a meziválečný senátor Národního shromáždění ČSR za Hlinkovu slovenskou ľudovou stranu.

## Biografie
Profesí byl dělníkem v Žilině. Uváděn též jako strojník.
V parlamentních volbách v roce 1925 získal za Hlinkovu slovenskou ľudovou stranu senátorské křeslo v Národním shromáždění. V senátu setrval do roku 1929.